# Cubulco
Cubulco —o Santiago Cubulco («Santiago»: en honor a su santo patrono Santiago Apóstol; «Cubulco»: del k'akch'ikel, significa «casa de guirnaldas»)—  es un municipio del departamento de Baja Verapaz en la República de Guatemala. Cubulco es está localizado a 49 kilómetros de la cabecera departamental y a 200 kilómetros de la Ciudad de Guatemala, comunicado por carretera asfaltada que se deriva de la carretera al Atlántico. También es accesible desde la capital pasando por el municipio de San Juan Sacatepéquez y luego por una carretera de terracería que pasa por Rabinal, El Chol y Granados; esta ruta tiene 132 kilómetros y es conocida como la «Vía de La Canoa».
El municipio está ubicado entre el centro y el norte de ese país centroamericano y cuenta con numerosos sitios arqueológicos, tales como: Belejeb' Tzaq, Chilu, El Tablón, Los Cimientos, Moxpán, Nim Poqom, Plan de Tierra Negra y Pueblo Viejo.

## Toponimia
En la época prehispánica se conoció como Nima' Cubul o Cubuleb'. Desde la época de la colonia se le conoce como Santiago Cubulco, en honor a su patrón Santiago Apóstol.
El nombre «Cubulco» es un término castellanizado que deriva del k'akch'ikel «Kub’ulajay» que significa «casa de guirnaldas». También podría provenir del vocablo k'iche' «Aj K’ub’ulaja» que significa «los de la casa de las guirnaldas».[cita requerida]

## Economía
Su economía se basa en los cultivos de legumbres, maíz, frijol, caña de azúcar, arroz, maicillo y artesanías.

## Demografía
El 68% de la población es indígena, y tiene sus raíces étnicas en los grupos étnicos K'iche' y Achi.[cita requerida] La población actual del municipio es de 46,909 habitantes, tomando como base el último censo de 2002, de los cuales la mayoría es indígena de 35,392 y la minoría es ladina de 11,517 habitantes. El pueblo indígena pertenece a la rama K’iche’ y habla el idioma Achi y el castellano.
Se considera que el 6% de la población ha emigrado fuera del departamento —principalmente a Flores Petén, Chisec, Fray Bartolomé de las Casas, Santa Catarina La Tinta, y Playa Grande Ixcán—, en busca de tierra, mejores cultivos y trabajo, el 3% lo ha hecho a diferentes municipios del departamento en busca de trabajos y negocios; y el 10% ha emigrado a Estados Unidos. Dentro de los 46,909 habitantes reportados en 2002 había 15,949 alfabetos y 30,960 analfabetos, resultando en un 66% de analfabetismo.

## Geografía física

### Clima
La cabecera municipal de Cubulco tiene clima tropical (Clasificación de Köppen: Aw).
| Parámetros climáticos promedio de Cubulco | Parámetros climáticos promedio de Cubulco | Parámetros climáticos promedio de Cubulco | Parámetros climáticos promedio de Cubulco | Parámetros climáticos promedio de Cubulco | Parámetros climáticos promedio de Cubulco | Parámetros climáticos promedio de Cubulco | Parámetros climáticos promedio de Cubulco | Parámetros climáticos promedio de Cubulco | Parámetros climáticos promedio de Cubulco | Parámetros climáticos promedio de Cubulco | Parámetros climáticos promedio de Cubulco | Parámetros climáticos promedio de Cubulco | Parámetros climáticos promedio de Cubulco |
| Mes                                       | Ene.                                      | Feb.                                      | Mar.                                      | Abr.                                      | May.                                      | Jun.                                      | Jul.                                      | Ago.                                      | Sep.                                      | Oct.                                      | Nov.                                      | Dic.                                      | Anual                                     |
| ----------------------------------------- | ----------------------------------------- | ----------------------------------------- | ----------------------------------------- | ----------------------------------------- | ----------------------------------------- | ----------------------------------------- | ----------------------------------------- | ----------------------------------------- | ----------------------------------------- | ----------------------------------------- | ----------------------------------------- | ----------------------------------------- | ----------------------------------------- |
| Temp. máx. media (°C)                     | 27.5                                      | 28.5                                      | 30.1                                      | 30.6                                      | 30.0                                      | 28.8                                      | 28.6                                      | 28.7                                      | 28.2                                      | 27.6                                      | 27.5                                      | 27.4                                      | 28.6                                      |
| Temp. media (°C)                          | 20.5                                      | 21.2                                      | 22.7                                      | 23.7                                      | 23.6                                      | 23.3                                      | 23.1                                      | 23.0                                      | 22.6                                      | 22.0                                      | 21.1                                      | 20.3                                      | 22.3                                      |
| Temp. mín. media (°C)                     | 13.6                                      | 13.9                                      | 15.4                                      | 16.8                                      | 17.3                                      | 17.9                                      | 17.7                                      | 17.3                                      | 17.0                                      | 16.4                                      | 14.7                                      | 13.2                                      | 15.9                                      |
| Precipitación total (mm)                  | 6                                         | 10                                        | 15                                        | 37                                        | 102                                       | 228                                       | 145                                       | 99                                        | 165                                       | 117                                       | 37                                        | 7                                         | 968                                       |
| Fuente: Climate-Data.org                  |                                           |                                           |                                           |                                           |                                           |                                           |                                           |                                           |                                           |                                           |                                           |                                           |                                           |

### Ubicación geográfica
Cubulco tiene una extensión territorial de 444 km² y se sitúa en el Valle de Cubulco, en la sierra de Chuacús. Posee varios sitios arqueológicos: Belejeb' Tzaq, Chilu, El Tablón, Los Cimientos, Moxpán, Nim Poqom, Plan de Tierra Negra y Pueblo Viejo.
Cubulco constituye el centro geográfico de la República de Guatemala y es una de las zonas más visitadas de todo el país. Se encuentra a 46 kilómetros de la cabecera departamental de Salamá y de la ciudad capital a 196 kilómetros, por carretera asfaltada.  Sus colindancias son:
- Norte: Chicamán, municipio del departamento de Quiché
- Noroeste: Uspantán, municipio del departamento de Quiché
- Sur y sureste: Granados, municipio del departamento de Baja Verapaz
- Este: Rabinal, municipio del departamento de Baja Verapaz
- Oeste: Canilla y Joyabaj, municipios del departamento de Quiché[7]

| Noroeste: Uspantán        | Norte: Chicamán |                   |
| Oeste: Concepción Joyabaj |                 | Este: Rabinal     |
|                           | Sur: Granados   | Sureste: Granados |

## Gobierno municipal
Los municipios se encuentran regulados en diversas leyes de la República, que establecen su forma de organización, lo relativo a la conformación de sus órganos administrativos y los tributos destinados para los mismos.  Aunque se trata de entidades autónomas, se encuentran sujetas a la legislación nacional. Las principales leyes que rigen a los municipios en Guatemala desde 1985 son:
| N.º | Ley                                                | Descripción |
| --- | -------------------------------------------------- | --- |
| 1   | Constitución Política de la República de Guatemala | Tiene una regulación legal específica para los municipios en los artículos 253 al 262. |
| 2   | Ley Electoral y de Partidos Políticos              | Ley de carácter constitucional aplicable a los municipios en el tema de la conformación de sus autoridades electas. |
| 3   | Código municipal                                   | Decreto 12-2002 del Congreso de la República de Guatemala. Tiene la categoría de ley ordinaria y contiene preceptos generales aplicables a todos los municipios, e inclusive contiene legislación referente a la creación de los municipios.             |
| 4   | Ley de Servicio Municipal                          | Decreto 1-87 del Congreso de la República de Guatemala. Regula las relaciones entra la municipalidad y los servidores públicos en materia laboral. Tiene su base constitucional en el artículo 262 de la constitución que ordena la emisión de la misma. |
| 5   | Ley General de Descentralización                   | Decreto 14-2002 del Congreso de la República de Guatemala. Regula el deber constitucional del Estado, y por ende del municipio, de promover y aplicar la descentralización y desconcentración económica y administrativa.                                |

El gobierno de los municipios de Guatemala está a cargo de un Concejo municipal mientras que el código municipal —que tiene carácter de ley ordinaria y contiene disposiciones que se aplican a todos los municipios de Guatemala— establece que «el concejo municipal es el órgano colegiado superior de deliberación y de decisión de los asuntos municipales […] y tiene su sede en la circunscripción de la cabecera municipal». Por último, el artículo 33 del mencionado código establece que «[le] corresponde con exclusividad al concejo municipal el ejercicio del gobierno del municipio».
El concejo municipal se integra con el alcalde, los síndicos y concejales, electos directamente por sufragio universal y secreto para un período de cuatro años, pudiendo ser reelectos.
Existen también las Alcaldías Auxiliares, los Comités Comunitarios de Desarrollo (COCODE), el Comité Municipal del Desarrollo (COMUDE), las asociaciones culturales y las comisiones de trabajo. Los alcaldes auxiliares son elegidos por las comunidades de acuerdo a sus principios, valores, procedimientos y tradiciones, estos se reúnen con el alcalde municipal el primer domingo de cada mes. Los Comités Comunitarios de Desarrollo y el Consejo Municipal de Desarrollo tiene como función organizar y facilitar la participación de las comunidades priorizando necesidades y problemas.
Los alcaldes que ha habido en el municipio son:
- 2012-2016: Nehemías Jareth Matheu[9]
- 2016-2024: Tomás Alonzo[2]

## Historia

### Época prehispánica
Se sabe que los descendientes de la civilización Maya, antes y después de la invasión española mantuvieron una tradición oral, la cual hace posible conocer de alguna manera las costumbres, cultura, idioma y por ende, el origen de las diferentes etnias que conformaron esta civilización, narrada desde su cosmovisión. De esta manera, se cuenta que los habitantes del municipio de Cubulco, es decir, los aj k’ub’ul Achi -nombre moderno-, se originaron de los K’iche’ab’ (quichés).
De acuerdo a la tradición oral, una familia de los K’iche’ab’, decidió separarse totalmente de ellos y así quedar absuelta del poder del rey K’iche’.  De esta manera, el jefe de esta familia tomó a su esposa, sus hijos y nietos, y se dirigió hacia al norte de K’iche’. Después de caminar por varios días acampó por un tiempo en una montaña alta y con mucha vegetación, debido al cansancio de sus acompañantes, especialmente de las mujeres pues la mayoría de ellas estaban embarazadas; a esta montaña la llamaron: B'elejtz'aq (que significa «nueve construcciones»). Estando allí, en agradecimiento por la protección recibida durante el viaje, levantó un altar e hizo una ceremonia, el mismo día que las mujeres embarazadas dieron a luz a sus hijos; por esa razón, los aj K’ub’ul y comunidades aledañas hasta hoy día, consideran a la montaña B’elejtz’aq como una montaña sagrada.
Después de este acontecimiento, la familia continuó su marcha hacia al norte en busca de un lugar mejor donde vivir. Luego de muchos días de caminata llegaron a un lugar donde pasa un río al que llamaron Janima («río grande») - o Kawinal («segunda familia») situado al norte del moderno municipio de Cubulco. El jefe de familia decidió parar allí, pues pensaba que entre K’iche’ y Kawinal había una distancia de por lo menos ocho días de camino y consideraba que estaba lo suficientemente lejos de la presencia del rey K’iche’.  Comenzaron entonces la construcción formal de casas, templos, canchas para el juego de pelota y otras construcciones de piedra.
Pasado un tiempo, se dieron cuenta de que las condiciones climáticas no eran las adecuadas para continuar viviendo en ese lugar y las tierras no eran muy fértiles. El jefe de familia -que más tarde formaría la tribu de los aj K’ub’ul- decidió moverse nuevamente, esta vez con una familia más numerosa. Se dirigieron hacia el sur sobre la serranía, a un lugar que le dieron por nombre Chi Ilb’al Saq («lugar donde se mira la claridad»), al oeste de Xib’alb’a y al suroeste de la moderna Villa de Cubulco. Sin embargo, allí tampoco le pareció conveniente vivir, debido a que Chi Ilb’al Saq se encuentra en una colina, era el paso del viento frío de la montaña y, sobre todo, era un lugar vulnerable para cualquier ataque enemigo.
No encontrando las tierras que llenara sus expectativas, el jefe de los aj K’ub’ul regresó al noreste de la región; buscaba tierras fértiles para la siembra del maíz, frijol y ayote, y con un clima agradable, templado, pues no quería un clima tan cálido como en Kawinal, pero tampoco tan frío como en Chi Ilb’al Saq que enfermó a los miembros de su familia. Después de un día de camino, se encontraron con un río que llamaron Raqana re Xukulik Ab'aj;  este era un lugar plano, con un clima templado, con un río de aguas frescas y cristalinas que bajaban de las verdes montañas. Era un ambiente adecuado, de mucha paz y tranquilidad. Ese día todos los miembros de la familia hicieron un juramento: que no se moverían nunca más en busca de otras tierras, y que esa bendita tierra sería para ellos y para sus descendientes de generación en generación. Y en efecto así fue, los aj K’ub’ul se establecieron en esta tierra que posteriormente se convirtió en la Villa de Cubulco.
Preocupado el rey K’iche’ por la desersión de este jefe familiar, envió un contingente de guerreros para controlar todos los movimientos de este grupo familiar. Temía que ellos buscaran refuerzos de los otros grupos étnicos para hacer un gran ejército y luego atacarlo. Estos vigilantes se establecieron al oriente de los aj K’ub’ul y como ellos se habían separado por encontrar paz y tranquilidad eran muy pacíficos. Y eso era lo que le informaban al rey K’iche,’ que no se les debe temer pues permanecían en calma, como la quietud de un lago.
Pero al pasar un tiempo los guerreros vigilantes se dieron cuenta de que la vida de los aj K’ub’ul era diferente a los que estaban bajo el mando del rey K’iche’, pues cultivaban sus tierras, y sus cosechas las disfrutaban al lado de sus familias y vivían sin temor de ser atacados en cualquier instante o de ser llamados para la guerra. Les motivó bastante esa forma de vivir que este grupo de guerreros regresó a su lugar de origen Tujalj (Sacapulas), pero solo para ir a traer a sus esposas e hijos e iniciar una nueva comunidad en el lugar donde fueron asignados para vigilar a los aj K’ub’ul.
Este contingente de guerreros que se establecieron cerca de los aj K’ub’ul, tuvieron que enfrentarse a los Poqom pues a estos últimos les pertenecía aquel territorio; pero estos guerreros invadieron las tierras y sometieron a varios hombres, obligando a los Poqom a huir a las montañas altas de las Verapaces -formando los modernos Poqomchi’- y al sur -dando origen a los mondernos Poqomam. De esta manera los vigilantes se establecieron cerca de los aj K’ub’ul, fuera del dominio del rey K’iche’. Aunque estos vigilantes estaban relativamente cerca de los aj K’ub’ul, no entablaron comunicación con ellos, sino que estuvieron alertas por si los Poqomchi’ regresaban a recuperar sus tierras. Estos vigilantes Tujalj son conocidos hoy como los je Rab’in (Rabinalenses).
Los aj K’ub’ul y los je Rab’in, aunque eran gobernados por el rey de los K’iche’, no son de la misma tribu y por lo tanto, no tienen el mismo idioma ni el mismo traje. Todo esto se detecta a través de la tradición oral, que ambas comunidades que pertenecían al K’iche’ se separaron en diferente tiempo y con diferentes propósito. Por eso no se mantuvieron unidos, ni estuvieron comunicados desde la formación de ambas comunidades, de esa manera cada uno tiene su propia historia, su propia cultura, su propia lengua, sus propias costumbres y tradiciones y cada quien se distingue con su propio traje.
En el transcurso del tiempo, las nuevas generaciones comenzaron a intercambiar mercancías entre ambas comunidades, que hasta el día de hoy se observan tanto a los je Rab’in como a los aj K’ub’ul que sostienen comunicación con fines comerciales, también por ser la vía de salida hacia el oriente y la capital, los aj K’ub’ul tienen el paso obligado por Rabinal. Sin embargo, aunque existe esta relación comercial cada quien ha guardado, su idioma, traje, tradiciones y costumbres que las hace ser únicas en su género.

### Otras hipótesis del origen del pueblo de Cubulco
Cubulco forma parte del complejo de asentamientos quichés; sobre sus orígenes existen otras versiones:
- éste era el más lejano de los pueblos Quichés, cuyos reyes se asentaban en Chijyub’, —actualmente una aldea cercana al municipio de Santa Cruz del Quiché— y se denominaban «Achíes».  Ellos se independizaron formando un nuevo reino, tuvieron un nuevo idioma y forjaron una nueva civilización, conservando la denominación de «Achíes».[cita requerida]

- Como una estrategia de control los Quichés enviaron a poblar el lugar que se conoce como Rabinal con habitantes del actual municipio de Sacapulas, los que a su vez se independizaron formando el reino Quiché Achi, según los Anales de los Kaqchikeles, el Pop Wuj y el Rabinal Achi.[cita requerida]

### Conquista pacífica y capitulaciones de Tezulutlán
En noviembre de 1536, el fraile Bartolomé de las Casas, O.P. se instaló en Santiago de Guatemala. Meses después el obispo Juan Garcés, que era amigo suyo, le invitó a trasladarse a Tlascala. Posteriormente, volvió a trasladarse a Guatemala. El 2 de mayo de 1537 consiguió del gobernador licenciado Don Alfonso de Maldonado un compromiso escrito ratificado el 6 de julio de 1539 por el Virrey de México Don Antonio de Mendoza, que los nativos de Tuzulutlán, cuando fueran conquistados, no serían dados en encomienda sino que serían vasallos de la Corona. Las Casas, junto con otros frailes como Pedro de Angulo y Rodrigo de Ladrada, buscó a cuatro indios cristianos y les enseñó cánticos cristianos donde se explicaban cuestiones básicas del Evangelio. Posteriormente encabezó una comitiva que trajo pequeños regalos a los indios (tijeras, cascabeles, peines, espejos, collares de cuentas de vidrio...) e impresionó al cacique, que decidió convertirse al cristianismo y ser predicador de sus vasallos. El cacique se bautizó con el nombre de Juan. Los nativos consintieron la construcción de una iglesia pero otro cacique llamado Cobán quemó la iglesia. Juan, con 60 hombres, acompañado de Las Casas y Pedro de Angulo, fueron a hablar con los indios de Cobán y les convencieron de sus buenas intenciones.
Las Casas, fray Luis de Cáncer, fray Rodrigo de Ladrada y fray Pedro de Angulo, O.P. tomaron parte en el proyecto de reducción y pacificación, pero fue Luis de Cáncer quien fue recibido por el cacique de Sacapulas logrando realizar los primeros bautizos de los habitantes. El cacique «Don Juan» tomó la iniciativa de casar a una de sus hijas con un principal del pueblo de Cobán bajo la religión católica.
Cubulco fue fundado en el año 1537 por Bartolomé de las Casas, O.P. y sus compañeros frailes al inicio de las Capitulaciones de Tezulutlán. Según el título Real de Don Francisco Izquín Nehaíb era «…una tribu indígena, pagando sus tributos de cacao y sal…»

### Tras la Independencia de Centroamérica
La constitución del Estado de Guatemala promulgada el 11 de octubre de 1825 estableció los circuitos para la administración de justicia en el territorio del Estado;  en dicha constitución se menciona que Cubulco pertenecía al circuito de Rabinal junto con el propio Rabinal, las haciendas y trapiches de Salán, Rabinalá, Urrán, Chol y Chibuc.
Por acuerdo Gubernativo del 18 de abril de 1923, durante el gobierno de facto del general José María Orellana se le concedió el título de villa.

## Cultura y costumbres
Entre las danzas folklóricas que se presentan en este Municipio están: «La danza de los Moros», «El Torito», «El Venado», «Los Enmascarados», «Los Judíos», «Los Diablos», «El Diablo», «El cortés», «Los Animales», «Costeño», «Danza del Palo Volador», «Los Marineros», «Los 5 Toros», «El Chico Mudo» y «Los Feos».

### Danza del Palo Volador
En esta danza, los hombres se cuelgan boca abajo de unas cuerdas sujetadas a una estructura de treinta metros de altura.[cita requerida]

### Traje típico
Los llamados «trajes típicos» de Guatemala son prendas características que utilizan los pobladores de determinadas regiones o poblados; estos fueron impuestos a los indígenas conquistados por los encomenderos, curas reductores y frailes doctrineros luego de la Conquista en el siglo xvi; la finalidad de estos atuendos era identificar fácilmente a qué región pertenecían los indígenas y evitar migraciones descontroladas y potenciales revueltas.  Tras la Independencia de Centroamérica los trajes se mantuvieron entre los indígenas por costumbre, pues las prendas eran heredades de generación a generación.
El traje típico de las mujeres indígenas de este lugar es uno de los más bellos de la región. Se puede mencionar en especial, el güipil ceremonial, elaborado de un tejido de algodón natural, cultivado y preparado hasta formar hilos, que presentan franjas laterales brocadas con dibujos geométricos, en los que predomina el color rojo, que hace un bello contraste con el tono crudo del algodón.
De acuerdo a la ciencia indígena, los colores de los bordados del güipil se originaron a través de los colores de la naturaleza; por eso es que cada bordado de acuerdo a su color representa una planta, una semilla, un animal, el sol, la luna y las estrellas. Y los que no hacen falta son los colores primarios mayas que actualmente se encuentra en los cuatro puntos cósmicos, el color del cielo y de la tierra que son los siguientes: rojo, negro, blanco, amarillo, azul y verde.[cita requerida]

#### El güipil
Antiguamente eran las mujeres utilizando hilo de algodón o de seda como materia prima para elaborar a mano los adornos de sus diseños utilizando figuras de la naturaleza tales como: semilla, sol, luna, rayo, vena, flores, matas de frijoles, plantas, ojos y el pez que representa toda clase de animales. Utilizando la tela de lacrón de color blanco y otra tela tejido por los quichés de Joyabaj de color negro con franjas rojas. Pero actualmente el güipil está perdiendo su origen en cuanto a los colores de cada figura del bordado porque ya solo aparece con uno o dos colores nada más todo el bordado y depende del color de la tela que originalmente no es así y además ya existe unos güipiles elaborados por una máquina que no diseña bien las figuras antiguas. Y todo el bordado del güipil representa la naturaleza, el origen de la vida del ser humano, además representa la relación del ser humano con la naturaleza.
El güipil ceremonial es el de color negro con franjas rojas, con los bordados indicados anteriormente, acompañado con un corte de color rojo con franjas verdes, negro y amarillo que representa la sangre, la naturaleza y el color de la tierra. Dicho güipil y corte se utiliza en ceremonias religiosas tales como: Kotz'ij, pedir permiso al Creador y Formador para sembrar y el agradecimiento por la cosecha; es decir, el día de siembra y de cosecha.
En actividades especiales tales como: pedida de la novia, matrimonio, cofradía y otras fiestas del pueblo, se utiliza el güipil de color blanco con los mismos diseños del bordado del otro, acompañado con un corte de color negro que representa la pureza, la sinceridad y el descanso de la noche.
Sin embargo últimamente se ha estado utilizando una diversidad de estilos y colores de cortes, combinados con franjas jaspeadas anchas y angostas tales como de hilo, seda, lana y alta seda jaspeados en ambos sentidos; éstos generalmente son elaborados en Totonicapán y Quetzaltenango, en pequeños talleres artesanales utilizando telares de cuatro arneses, como también los que son elaborados por las personas Sakapultekos sacan una diversidad de estilos que es totalmente distinto al corte original.

#### Presentación de las figuras del bordado y su significado
- T’os: bolita, representa toda clase de semilla de plantas y en especial el óvulo de la mujer y los testículos del hombre, y el número uno. Por esa razón que este símbolo siempre va en la primera hilada y cada fila es de diferente color dependiendo su representación y su estatus.
- Ik’: fila de ues, representa la luna que alumbra por las noches y es la acompañante del ser humano en las noches.
- Yok: curva, representa el rayo, la sangre que corre en las venas del ser humano y las venas mismas.
- Sampol: flores, si es de color rojo representa el sol pero si es de otros colores entonces representan las flores del campo que son de diversos colores.
- Raxk'am: bejuco, representa el frijol de milpa y es el guiador de la tortilla de la comida dentro de la cultura maya.
- Uxaq che': hojas de árbol, representa toda clase de plantas frutales, y los diversos colores representan las diferentes plantas frutales específicas.
- Kar:[e] pez, representa todos los animales acuáticos y terrestres.

#### El traje del hombre
- Koton: camisa blanca, representa el amanecer de un nuevo día y las nubes del cielo que trae lluvia sobre el cultivo del hombre y además representa la pureza.
- Saraw: pantalón blanco, tiene la misma representa que la camisa.
- Ch'uqb'al uwa ra': delantal de color negro, amarrado con una bufanda de color rojo que representa la protección y la oscuridad de la noche y el descanso del hombre para recuperar su energía, y el color de la bufanda representa la sangre y la fuerza.
- Lel: sombrero de palma, el protector del cuerpo humano ante el calor del sol y de las plagas invisibles y en especial representa el cielo que cubre la tierra.

El traje en sí significa que para tener buena cosecha del cultivo se necesita la pureza del hombre para con su Creador y Formador.